# 이자옥
이자옥(1973년 3월 2일 ~ )은 한국의 여자 성우다. 1999년 MBC에 입사했으며 현재는 MBC 15기다. 문화방송 성우극회 소속이다.

## 주요 출연작품

### 애니메이션
- 꼬마마법사 레미 (MBC) - 베베 / 오달
- 꼬마마법사 레미# (MBC) - 마조란
- 꼬마마법사 레미 포르테 (MBC) - 마조미란 / 오달 / 수경 / 영준
- 파뇨파뇨 디지캐럿 (MBC) - 린나 / 그레텔
- 다카하시 루미코 극장 (애니원) - 며느리
- 기동전사 건담 SEED (애니원) - 아이샤
- 눈의 여왕 (애니원) - 올리네 / 장미
- 극상학생회 (챔프) - 히다 사유리 / 유키미
- 조이드 제네시스 (챔프) - 새오 / 어린 자이린 / 야크 / 본트레가 / 비스마스

### 애니메이션 영화
- 짱구는 못말려 극장판: 폭풍을 부르는 정글 (MBC) - 훈이

### 영화
- 파이트 클럽 (MBC)
- 브링 잇 온 (MBC)
- 토마스 크라운 어페어 (MBC) - 비서(신시아 다로우)
- 왓 위민 원트 (MBC)
- 스크림 (MBC)
- 스크림2 (MBC)
- 음식남녀2 (MBC)
- 인디펜던스 데이 (SBS) - 티파니 (키어스틴 워렌) / 트로이(쥬세페 앤드류스) / 딜런(로스 배글리)
- 미션 임파서블 (MBC) - 해나(잉게보르가 답쿠나이테)
- 내겐 너무 예쁜 당신 (SBS)
- 라이언 일병 구하기 (MBC) - 라이언의 아내(캐슬린 바이론)
- 산드라 블록의 28일 동안 (MBC) - 베티
- 블레이드 (MBC)
- 나 홀로 집에3 (MBC)
- 마우스 헌트 (MBC) - 잉글리드(데브라 크리스토퍼슨) / 시장의 아내(멜러니 맥퀸)
- 캐스퍼와 웬디 (MBC)
- 클루리스 (MBC)
- 하트 브레이커스 (MBC)
- 8밀리 (MBC)
- 세인트 (MBC)
- 왓처 (MBC)
- 트루먼 쇼 (MBC)
- 스튜어트 리틀 (MBC) - 크렌 부인 / 스키퍼
- 포트리스2 (MBC)
- 리노의 도박사 (MBC)
- 피아노 (MBC)
- 연애사진 (SBS)
- 사선에서 (MBC)
- 오리지날 씬 (MBC)
- 와호장룡 (MBC) - 옥교룡의 하녀(양예)
- 패트리어트 (MBC)
- 007 옥토퍼시 (MBC)
- 나인 야드 (MBC)
- 브레이크 다운 (MBC)
- 러시아워 (MBC)
- 어느 멋진 날 (MBC)
- 조강지처 클럽 (MBC)
- 사관과 신사 (MBC)
- 플레드 (MBC)
- 어싸인먼트 (MBC)
- 아름다운 비행 (MBC)
- 애정의 조건2 (MBC)
- 정복자 펠레 (MBC) - 안나(크리스티나 톤퀴비스트)
- 유혹의 선 (MBC)
- 큰 도둑 작은 도둑 (MBC)
- 위험한 증언 (MBC)
- 은밀한 유혹 (MBC)
- 스위치 백 (MBC)
- 룰스 오브 인게이지먼트 (MBC)
- 친니친니 (MBC)
- 로즈 앤 그레고리 (MBC)
- 클루리스 (MBC)
- 영웅신탐 (MBC)
- 브루스 올마이티 (MBC) - 음식점 종업원(샐리 커클랜드)
- 나쁜 녀석들 (MBC)
- 더 길티 (MBC) - 맨디(질리언 바버) / 페이스(테간 모스)
- 고스포드 파크 (MBC)
- 더 바디 (SBS)
- 어페어 오브 더 넥클리스 (SBS) - 니콜 (헤르미온느 걸리포드)
- 사랑도 통역이 되나요? (SBS) - 가와사키(타케시타 아키코)
- 굿 나잇 앤 굿 럭 (MBC) - 나탈리(앨릭스 보스타인)
- 아웃브레이크 (SBS) - 팬엔디스(다이아나 벨라미)
- 프렌치 키스2 (SBS)
- 개같은 내 인생 (MBC) - 숙모
- 콘스탄틴 (SBS) - 병원 의사(에이프릴 그레이스) / TV 방송 음성
- 탄생 (MBC) - 선생님(엘리자베스 그린버그)
- 훌라 걸스 (MBC)
- 아저씨 우리 결혼할까요? (SBS) - 학생(로소기)
- 소림축구 (SBS) - 기자(로미)
- 트레이닝 데이 (SBS) - 샌드맨 아내(메이시 그레이)
- 스피드 (SBS) - 직원(수잔 번즈) / 도시 사람(제인 크라울리)
- 라스트 런 (MBC) - 티나(애나벨 브룩스)
- 브레이크 다운 (MBC) - 레드의 아내(모이라 해리스)
- 그들만의 리그 (MBC)
- 에디 머피의 골든 차일드 (MBC)

### 외화
- CSI 과학수사대 (MBC) - 재키 (로미 로즈먼트) / 루시아
- CSI 뉴욕 (MBC) - 테라 그레이스 (체스터티 덧슨)
- 유성화원 (MBC) - 리전 (엽안정)
- 이상한 나라의 앨리스 (EBS)
- 카운트다운 히로시마 (MBC) - 데루코 후지이
- 명란이 매콤해 (KNN) - 마사루
- 붓다 (BTN불교TV) - 망갈라

### TV
- 생방송 세븐데이즈 (SBS)
- W (MBC)

### 라디오
- 만화열전 - 마스카 (MBC) - 어린 엘리후 / 여 원로

### 게임
- 페르시아의 왕자 - 시간의 모래 - 파라
- 리플레인 러브 - 이소연
- 사혼곡 - SIREN - 미하마 나오코 / 타케우치 어머니